# Boirs
Boirs (în neerlandeză Beurs, în valonă Bwêr) este o secțiune a comunei belgiene Bassenge, situată în regiunea Valonia, în provincia Liège.
A fost o comună de sine stătătoare din 17 mai 1866 (formată prin desprinderea din Glons⁠(d) și Houtain-Saint-Siméon⁠(d)) până la fuziunea comunelor din 1977.
La sudul satului, fosta carieră de cretă este vizibilă de pe autostradă sub forma unei stânci albe cu o lungime de 700 m. Aceasta este clasificată ca sit de mare interes biologic.
Biserica Saint-Lambert a fost construită din cărămidă în anul 1870. Mobilierul său este vechi și include o amvon de stil Ludovic al XV-lea, precum și o cruce de misiune datând din secolul al XV-lea.

## Localizare
Situat în valea râului Jeker, care traversează satul de la vest la est, Boirs se află la 15 km de Liège, la 10 km de Tongeren, la 3,5 km de Fexhe-Slins⁠(d) și se învecinează cu satele Glons⁠(d) și Roclenge-sur-Geer⁠(d). Boirs aparține de arondismentul administrativ și judiciar Liège, de cantonul de justiție de pace Fexhe-Slins și de episcopia din Liège.
Satul este traversat de autostrada A13 (E313) Liège-Anvers și este deservit de ieșirea 33.

## Istorie
Boirs și Oborne (astăzi Glons) au fost două seigniorii aparținând capitlului catedralei Saint-Lambert. Cele două localități aveau o singură curte de justiție, ai cărei membri erau numiți de capitlu. Instanța de apel era reprezentată de echevinii din Liège.
În secolul al XVIII-lea, un canonic era desemnat special pentru a conduce administrația celor două seigniorii, sub supravegherea capitlului și cu participarea locuitorilor.
Sub noul regim, Boirs a fost anexat comunei Glons, apoi a fost ridicat la rangul de comună independentă în anul 1866.
În sat existau ateliere de împletituri și de confecționare a pălăriilor din paie.
Din luna august 2017, Boirs este înfrățit cu satul francez Chapareillan, din departamentul Isère.

## Demografie
- Surse: INS - 1930 până în 1970 = recensăminte, 1976 = numărul locuitorilor la 31 decembrie.

## Personalități
- Fernand Herman, om politic, s-a născut la Boirs.